# Sabine Hahn (Schauspielerin)
Sabine Hahn (* 28. Juni 1937 in Breslau, Niederschlesien; † 12. September 2020 in Hamburg) war eine deutsche Schauspielerin und Synchronsprecherin.

## Leben
Sabine Hahn wuchs in Stuttgart auf, wo sie acht Jahre zur Schule ging und ihren schwäbischen Heimatdialekt erlernte. Im Alter von 12 Jahren spielte sie zum ersten Mal Theater. Ihre Schauspielausbildung schloss sie 1953 in Stuttgart mit dem Abschlussdiplom vor der Paritätischen Prüfungskommission der Deutschen Bühnengenossenschaft ab.
Es folgten von 1953 bis 1998 diverse Theaterengagements an mehr als 20 staatlichen und privaten Bühnen. Sie stand in über 120 Theaterrollen auf der Bühne, die vom klassischen Repertoire (Medea) bis zum Musical (Irma la Douce) reichten. Hahn trat u. a. am Staatstheater Stuttgart, am Residenztheater München und am Deutschen Schauspielhaus Hamburg auf.
In der Spielzeit 1959/60 war sie am Schillertheater in Berlin engagiert, wo sie in Molières Don Juan auftrat. In der Spielzeit 1960/61 spielte sie am Bayerischen Staatsschauspiel die Gwendoline in der Erstaufführung von Jean Anouilhs Bühnenstück Becket oder die Ehre Gottes. In der Spielzeit 1963/64 war sie bei der Schweizer Tournee-Gesellschaft „Die Schauspieltruppe“ (Leitung: Maria Becker) in Zürich unter Vertrag. 1964 trat sie bei den Gandersheimer Domfestspielen auf. In der Spielzeit 1965/66 war sie am Staatstheater Braunschweig teilverpflichtet. In den Spielzeiten 1967/68 und 1968/69 war sie an der Komödie im Marquardt in Stuttgart engagiert. In der Spielzeit 1973/74 trat sie am Contra-Kreis-Theater in Bonn auf. In der Spielzeit 1975/76 war sie an der Badischen Landesbühne in Bruchsal engagiert. In der Spielzeit 1976/77 war sie als Gast am Theater Baden-Baden verpflichtet. Ab der Spielzeit 1977/78 folgte ein Engagement am Stadttheater Ingolstadt. In der Spielzeit 1980/81 war sie mit dem Euro-Studio Landgraf auf Tournee.
1976 engagierte sie der damalige Intendant Achim Thorwald als festes Ensemblemitglied an die Württembergische Landesbühne Esslingen, der sie über 10 Jahre bis zum Ende der Spielzeit 1985/86 angehörte. In ihrer letzten Esslinger Saison spielte sie, unter der Intendanz von Friedrich Schirmer, die Hauptrolle der Christian-Science-Gründerin Mary Baker-Eddy in Ernst Tollers und Hermann Kestens Bühnenstück Wunder in Amerika. In der Spielzeit 1988/89 war sie am Theater im Zimmer in Hamburg engagiert.
Ab Mitte der 1950er Jahre wirkte sie, noch ganz am Anfang ihrer Karriere, in sieben Kinofilmen mit, in denen sie neben der jeweiligen Hauptdarstellerin meist als das „zweite“ junge, hübsche Mädchen besetzt wurde. In ihrem ersten Kinofilm Königswalzer (1955) war sie, gerade 18-jährig, an der Seite von Marianne Koch, die „flunkernde“ Anni Tomasoni, die halbwüchsige, jüngere Tochter des Münchner Café- und Konditoreibesitzers Ludwig Thomasoni (Joe Stöckel). Später arbeitete Hahn hauptsächlich für das Fernsehen, wo sie in mehr als 60 Fernsehrollen, u. a. in Produktionen des SWR und des NDR, zu sehen war.
In der SWR-Fernsehserie Die Kirche bleibt im Dorf verkörperte sie in den Jahren 2013 und 2014 die durchgehende Rolle der Oma Anni Häberle, die gute Seele der Familie Häberle, wodurch sie insbesondere im Südwesten Deutschlands besonders bekannt wurde. In dem Kinofilm Täterätää! – Die Kirche bleibt im Dorf 2 (2015), dem zweiten Teil der schwäbischen Erfolgskomödie Die Kirche bleibt im Dorf, spielte sie die Buddhistin Tante Ruth. In dem „im Schwäbischen“ spielenden Kino-Drama Schwester Weiß (2015) war sie, an der Seite von Lisa Martinek und Hyun Wanner, die alte, pflegebedürftige Agathe Schiefer, die frühere Nachbarin der unter retrograder Amnesie leidenden Hauptfigur Helene. In der ARD-Krimireihe Der Kroatien-Krimi (2019) war Hahn an der Seite von Nikolaus Paryla als alte Kroatin Veda Bosnar, die gemeinsam mit ihrem Mann das von der Polizei belagerte Haus zwangsweise verlassen soll, zu sehen. Ihre letzte TV-Rolle spielte sie im Alter von 82 Jahren in der sechsteiligen SWR-Serie Der letzte Wille (2020) als Altenheimbewohnerin Käthe Holzinger, die zeitweilig zur unfreiwilligen Zimmergenossin einer ehemaligen Malerin wird, an der Seite von Katharina Matz.
Hahn war auch als Synchronsprecherin (Raumschiff Enterprise, Naruto & Naruto Shippuden) und Werbedarstellerin (Apollo-Optik, Hermes) tätig.
Sabine Hahn lebte in Hamburg, wo sie im September 2020 nach kurzer schwerer Krankheit im Alter von 83 Jahren starb.

## Filmografie (Auswahl)
- 1955: Königswalzer (Kinofilm)
- 1955: Der letzte Mann (Kinofilm)
- 1956: Saison in Oberbayern (Kinofilm)
- 1956: Das Liebesleben des schönen Franz (Kinofilm)
- 1956: Bonjour Kathrin (Kinofilm)
- 1957: Ober, zahlen! (Kinofilm)
- 1957: Alle Wege führen heim (Kinofilm)
- 1958: Der Mustergatte (Fernsehspiel, Theateradaption)
- 1960: Madame Pompadour (Fernsehfilm, Operettenverfilmung)
- 1960: Der Geizige (Fernsehspiel, Theateradaption)
- 1961: Die göttliche Jette (Fernsehspiel, Theateradaption)
- 1963: Die Dubarry (Fernsehfilm, Operettenverfilmung)
- 1967: Seine Durchlaucht, der Schneider (Fernsehfilm)
- 1984: Geschichten aus der Heimat: Die Erbengemeinschaft (Fernsehserie, eine Folge)
- 1988: Oh Gott, Herr Pfarrer: In meines Vaters Haus sind viele Wohnungen (Fernsehserie, eine Folge)
- 1990–1991: Pfarrerin Lenau (Fernsehserie)
- 1994: Blankenese: Einbrüche (Fernsehserie, eine Folge)
- 2009: Notruf Hafenkante: Der blonde Engel (Fernsehserie, eine Folge)
- 2013–2014: Die Kirche bleibt im Dorf (Fernsehserie)
- 2015: Täterätää! – Die Kirche bleibt im Dorf 2 (Kinofilm)
- 2015: Schwester Weiß (Kinofilm)
- 2017: Polizeiruf 110: Angst heiligt die Mittel (Fernsehreihe)
- 2017: Großstadtrevier: Daniel in der Löwengrube (Fernsehserie, eine Folge)
- 2017: Tatort: Stau (Fernsehreihe)
- 2018: Endlich Gardasee! (Fernsehfilm)
- 2018: Die Pfefferkörner: Die alte Frau (Fernsehserie, eine Folge)
- 2019: Der Kroatien-Krimi: Der Henker (Fernsehreihe)
- 2019: Nord Nord Mord – Sievers und die Tote im Strandkorb (Fernsehreihe)
- 2019: Tanken – mehr als Super (Fernsehserie, eine Folge)
- 2019: Ihr letzter Wille kann mich mal! (Fernsehfilm)
- 2020: Der letzte Wille (Fernsehserie)